# Megadede
Megadede (oberta l'any 2018) és la reinvenció de pàgines com PorDede o PlusDede, que han sigut clausurades. És considerda una plataforma pirata, un servei gratuït que permet que reproduir pel·lícules i sèries en línia de manera totalment gratuïta. Disposa de molt de contingut per veure en streaming sense necessitat de descarregar-se cap arxiu. Aquest contingut està allotjat en servidors externs que no tenen res a veure amb els responsables de l'app. És un dels portals més utilitzats pels espanyols i espanyoles.
Funciona d'una manera similar a la de serveis legals de televisió i cinema a la carta en streaming com HBO o Netflix. L'usuari pot navegar entre els diferents continguts del catàleg que inclou pel·lícules i sèries tan d'estrena com clàssiques. A més, pot afegir aquestes sèries o pel·lícules a llistes que pot compartir amb la resta d'usuaris de l'aplicació.
Megadede permet:
- Crear llistes pròpies de favorits o de pel·lícules i sèries vistes.
- Seguir l'activitat d'altres usuaris del servei.
- Rebre notificacions quan hi ha capítols nous de les sèries desitjades.
- Consultar dades de tots els continguts com sinopsi, actors i actrius, any d'emissió, puntuació a IMDB…
- Crear un perfil d'usuari a través del qual es pot treure un control de les sèries i pel·lícules que reproduir.

Si es consideren les característiques i funcions de Megadede davant dels serveis de pagament, sens dubte es tracta d'una opció a tenir en compte per aquells que no volen o poden abonar el preu de les plataformes legals de continguts en streaming. Ara bé, els avantatges que aquests ofereixen no es poden gaudir: Estabilitat del servei, atenció i ajuda a l'usuari, qualitat d'imatge HD en tots els continguts...